# ایران در پارالمپیک زمستانی ۲۰۰۶
ایران در بازی‌های پارالمپیک زمستانی ۲۰۰۶ که در تورین ایتالیا برگزار شد تنها با یک ورزشکار در یک رشته ورزشی شرکت نمود و موفق به کسب مدالی نشد.

## رشته‌ها و تعداد شرکت‌کنندگان
| رشته ورزشی  | مردان | زنان | مجموع |
| ----------- | ----- | ---- | ----- |
| اسکی آلپاین | ۱     |      | ۱     |
| مجموع       | ۱     | ۰    | ۱     |

## نتایج با رویداد

### اسکی آلپاین
نشسته مردان
| ورزشکار   | رویداد      | دور ۱   | دور ۲ | مجموع   | رتبه‌بندی |
| --------- | ----------- | ------- | ----- | ------- | -------- |
| صادق کلهر | مارپیچ کوچک | ۵۴٫۹۹   | ۴۶٫۷۵ | ۱:۴۱٫۷۴ | ۳۹       |
| صادق کلهر | مارپیچ بزرگ | ۱:۱۲٫۱۸ | ۵۹٫۰۶ | ۲:۱۱٫۲۴ | ۳۸       |